# 許繹
許繹（1486年—？），字士成，號竹居，福建福州府閩縣人，民籍，明朝政治人物。

## 生平
正德五年（1510年）庚午科福建鄉試第九名舉人。嘉靖八年（1529年）中式己丑科會試第二百五十四名，登第三甲第一百九十七名進士。授浙江崇德知縣，改府學教授，致仕。

## 家族
曾祖許惟初；祖父許景暘，贈戶部主事；父許坦，曾任大理知府，贈中憲大夫。母林氏（封安人）；繼母陶氏（封恭人）。慈侍下。弟許繼，官户部郎中。